# Relaciones España-Bulgaria
Las relaciones Bulgaria-España son las relaciones exteriores entre la República de Bulgaria y el Reino de España. Las relaciones bilaterales entre ambos países son muy fluidas. Ambos países son miembros de la Unión Europea (UE), del espacio Schengen y de la OTAN.

## Relaciones bilaterales
En 1993 se firmó el primer tratado de Amistad Bilateral entre ambos países, y en 1997 las relaciones entre España y Bulgaria conocieron un impulso cuando se produjo un reforzamiento de la imagen de España ante la clase política y la opinión pública búlgara. El príncipe búlgaro, Kardam de Bulgaria, nació en Madrid el 2 de diciembre de 1962 y falleció el 7 de abril de 2015. Su sucesor, Boris de Bulgaria, también nació en la capital española el 12 de octubre de 1997, pero se instaló en Londres.
Las relaciones hispano-búlgaras en la actualidad se consideran excelentes. España es un socio comercial relevante para Bulgaria y un destacado inversor. Además, España es uno de los destinos preferentes de la emigración búlgara y el principal emisor de las remesas que recibe el país balcánico del exterior. En el ámbito político, España siempre ha apoyado la integración de Bulgaria en las instituciones comunitarias y en otros organismos internacionales. La cooperación al respecto se ha orientado al fortalecimiento institucional y a la formación de capital humano. A pesar de contar con una situación privilegiada, en una zona de valor estratégico donde confluyen vías de acceso entre los Balcanes, Europa Oriental y Turquía, Bulgaria no puede aprovechar aún todo el potencial comercial de su situación geográfica debido a las carencias en infraestructuras de transportes (sobre todo terrestres), que impiden las exportaciones directas desde países como España.
En la Antártida, las bases científicas San Clemente de Ohrid y Juan Carlos I se encuentran a 2,7km de distancia, ambas situadas en la isla Livingston.

## Relaciones comerciales
Las relaciones comerciales entre ambos países se caracterizan por una balanza favorable a España desde 2008. En cuanto a los sectores y productos más habituales de la exportación española, destaca en primer lugar la adquisición de mineral de cobre, seguido a distancia por los productos cárnicos, automóviles y tractores, maquinaria y aparatos mecánicos y productos farmacéuticos. Por su parte, la importación con destino a nuestro país procedente de Bulgaria se ha centrado en los años recientes en los cereales como principal producto, además de aparatos y material eléctrico, prendas de vestir y máquinas y aparatos mecánicos.
Respecto a los intercambios de servicios, la exportación española en este capítulo ha experimentado un notable impulso en los últimos años, con una tendencia ascendente y sectores destacados como los servicios empresariales y los servicios financieros.
Entre los principales sectores de oportunidad de Bulgaria destaca la gestión del  agua. La nueva legislación búlgara en este ámbito facilita la gestión de las compañías locales para el tratamiento de recursos hidrológicos mediante proyectos de colaboración público-privada.
La rehabilitación de infraestructuras urbanas, los sistemas electrónicos de control de tráfico, las infraestructuras de transportes (desarrollo de autopistas), la renovación de la red eléctrica, el impulso de las energías renovables, la gestión de residuos urbanos, la adquisición y gestión de tierras de cultivo en el sector agrícola también ofrecen interesantes oportunidades para las empresas españolas. 
Sin embargo, el sector manufacturero lleva ya algunos años atrayendo el interés de empresas extranjeras, que han visto en las ventajosas condiciones fiscales de Bulgaria y en un capital humano que ofrece una mano de obra bien formada y barata para buenas condiciones para la subcontratación de la producción, sobre todo en los sectores textil y calzado, así como en la fabricación de componentes y partes de bienes industriales.

## Visitas Reales a Bulgaria
- El Rey Juan Carlos y la Reina Sofía de España.
  - 23–25 de mayo de 1993 – Sofía.
  - 8–10 de junio de 2003 – Sofía y Plovdiv.

- El Príncipe y la Princesa de Asturias.
  - 9–10 de febrero de 2006 – Sofía.

- Julio de 2013 - Delegación de Vigo (Galicia, España) encabezada por A.Yllera - Sofía, Plovdiv y Pleven.

## Misiones diplomáticas
- Bulgaria tiene una embajada en Madrid.
- España tiene una embajada en Sofía.

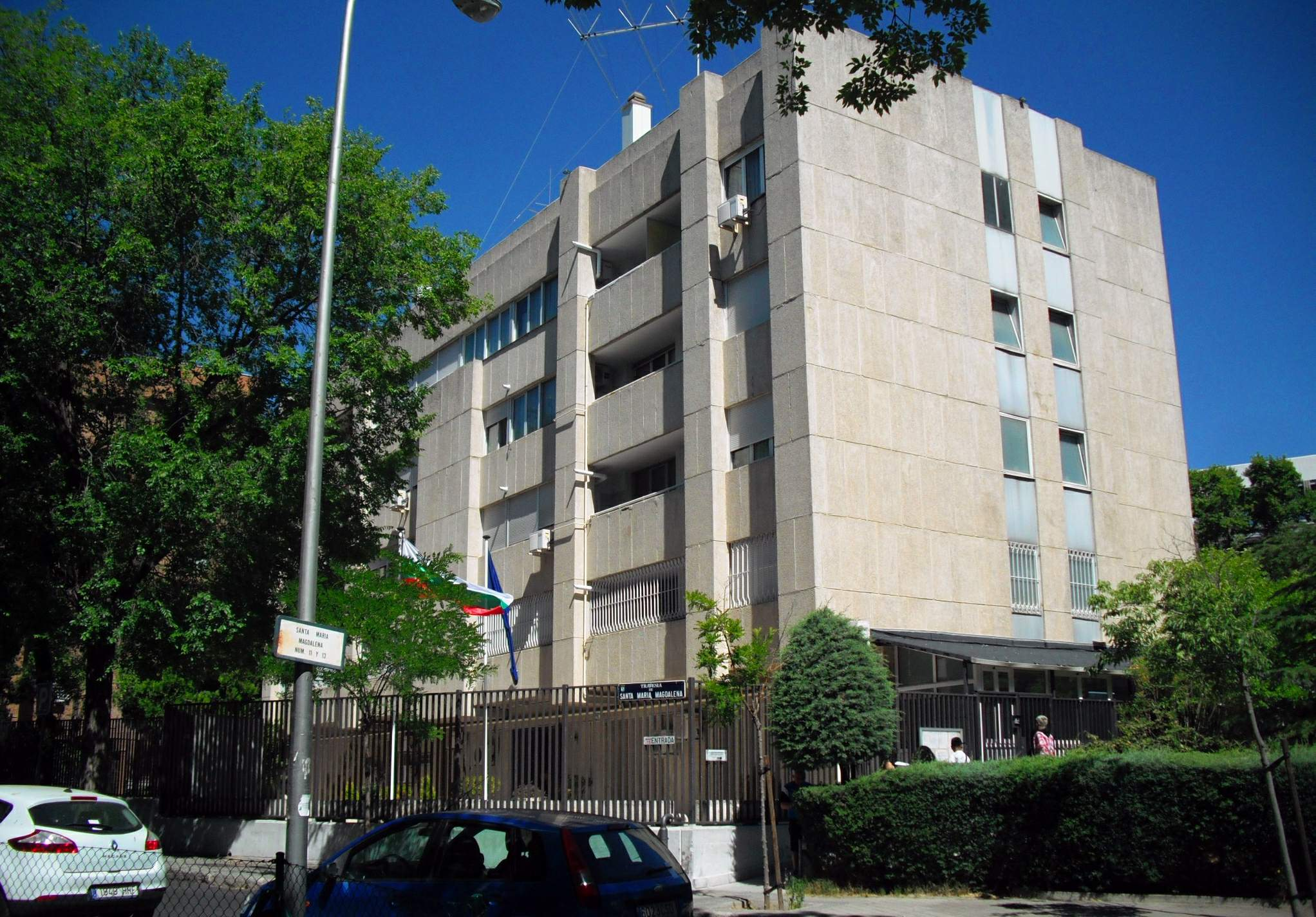
Embajada de Bulgaria en Madrid.
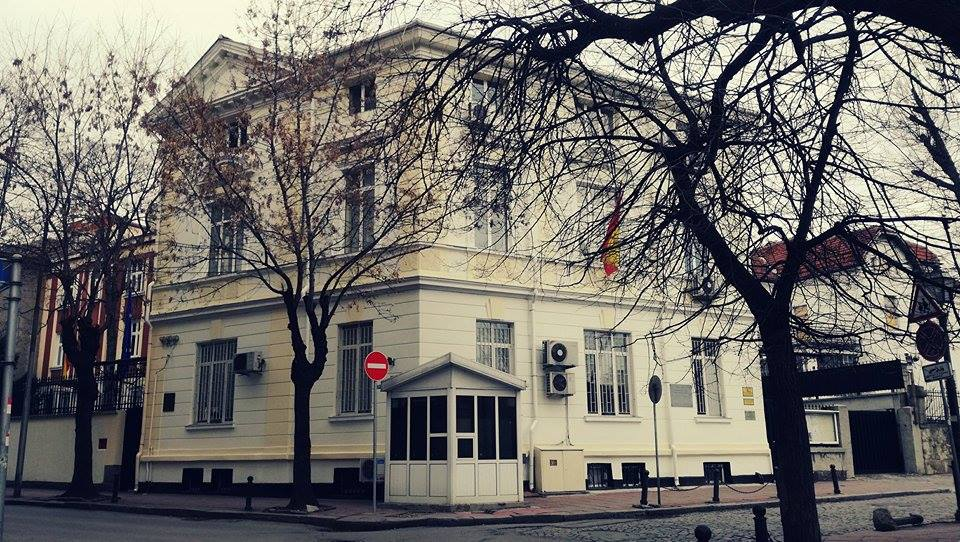
Embajada de España en Sofía.